# 諸藤将次
諸藤 将次（もろふじ まさつぐ、1985年8月1日 - ）は、福岡県出身のプロゴルファー。セガサミーホールディングス所属だったが、現在はフリー。

## 来歴・人物
沖学園高校時代には、2002年に九州アマチュア選手権競技で優勝、2003年には世界ジュニアゴルフ選手権で5位に入るなど注目を集めた。2004年に日本大学に進学、同年の日本アマで8位に入るなど同世代の池田勇太（東北福祉大学）と共に注目を集め、「東の池田、西の諸藤」と言われた。
大学を2年で中退し、2006年にプロに転向したが、思うような結果が残せず、苦心していた。しかし、2010年のクオリファイングトーナメント（QT）のファイナルステージで6位に入り、2011年のレギュラーツアーの出場権を獲得した。そして、9月に行われたフジサンケイクラシックで、台風12号の影響で36ホールとなった短期決戦を制し、プロ初優勝を飾った。
諸藤の最大の特徴は飛距離で、ドライバーショットで300ヤード（約274メートル）以上の飛距離を誇る。高校3年生の時に出場した久光製薬KBCオーガスタでは、ドライビングディスタンスで314.13ヤードを記録し、プロを抑えて1位に輝いたこともある。しかし、プロ入り後思うようにいかなかった時、「飛ぶけど曲がる」弱点を克服しようとしたが、「飛ばず曲がる」という悪循環に陥った。しかし、2010年2月に母が亡くなったのをきっかけに原点に戻り、一から体を鍛え直した結果、飛距離が回復、2011年には小田孔明や谷口徹などの練習ラウンドに加わりコントロールショットも勉強した。その結果が、フジサンケイクラシックの初優勝に結び付いたという。

## 優勝歴
| No. | 日時         | 大会                   | 優勝スコア     | 打数  | 2位                |
| --- | ------------ | ---------------------- | -------------- | ----- | ------------------ |
| 1   | 2011年9月4日 | フジサンケイクラシック | -6 (67-69=136) | 3打差 | マーダン・ママット |